# Auguste Émile Bellet

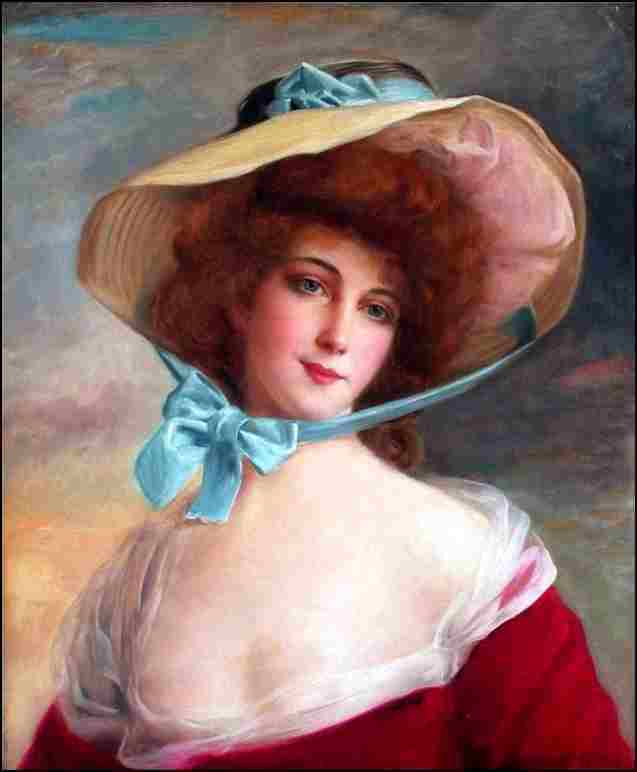
Hut mit blauem Band

Auguste Émile Bellet (* 2. April 1856 in Châteaubriant; † 14. Februar 1912 in Neuilly-sur-Seine) war ein französischer  Maler.

## Leben
Auguste Bellet wurde als Sohn von Théodore Belet und Angélique Ménard als Auguste Ange Marie Belet geboren.
Er begann die Malerlehre um 1875 im Atelier von Alexandre Cabanel an der Rue de Turbigo 36. Er begann sein Studium am 14. August 1877 an der École des beaux-arts de Paris bei Alexandre Cabanel und Jean-Paul Laurens.
Ab 1884 stellte er im Salon des artistes français aus. Er erhielt 1885 eine lobende Erwähnung.
Am 24. Juli 1890 heiratete er Zéphirine Émilie Victorine Toutain. Das Paar hatte ab 1882 einen gemeinsamen Sohn.
Nach seinem Tod 1912 wurde ihm im Salon des artistes français eine Retrospektive als posthume Ehrung gewidmet.